# Pýthické hry

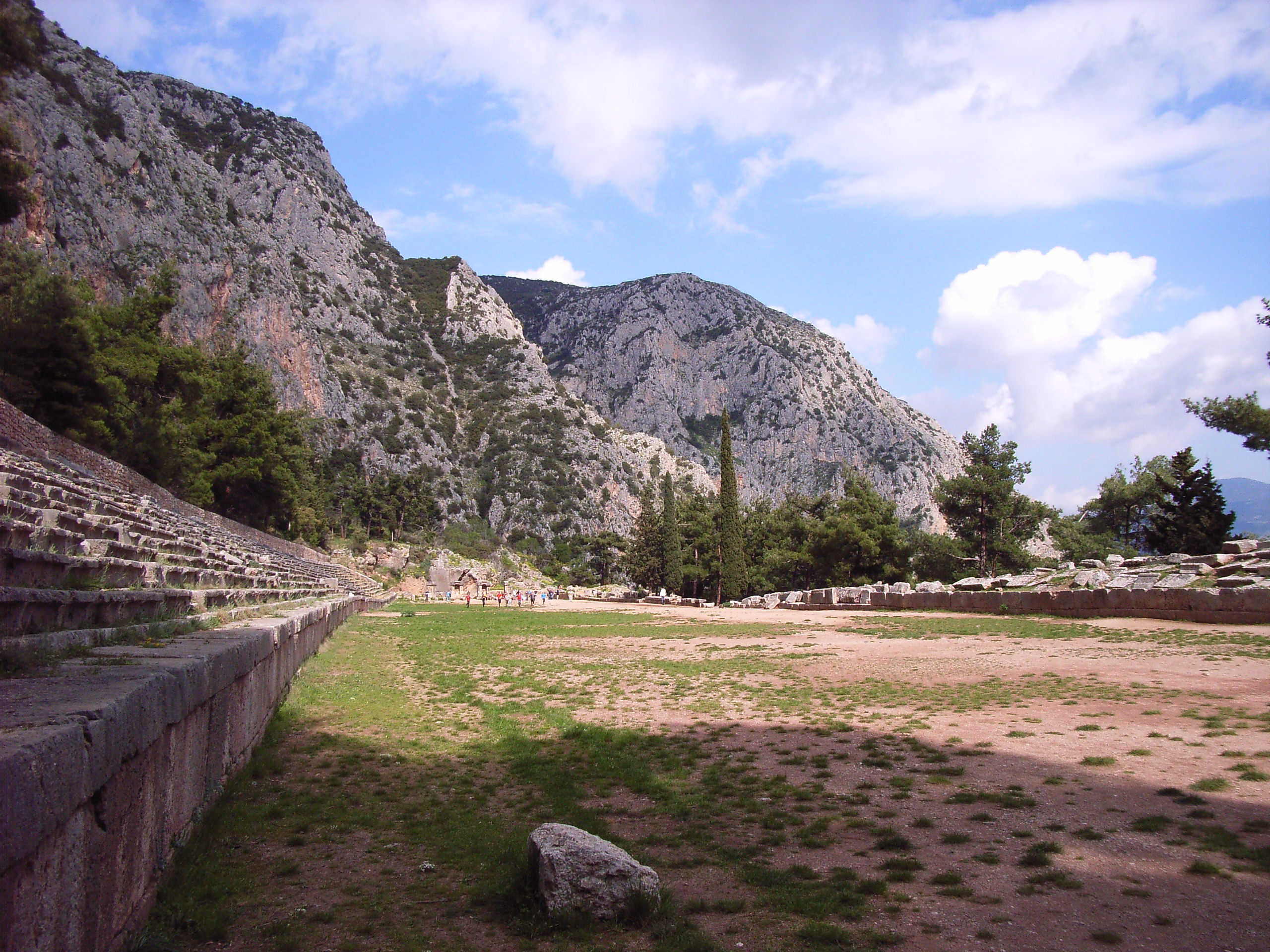
Stadion v Delfách

Pýthické hry (také Pýthijské hry, Pýtijské hry; od starořecky Πύθια – Pythia) byly starořecké soutěže pořádané na počest boha Apollóna v Delfách.
Pýthické hry se konaly na počest boha Apollóna, syna nejvyššího boha Dia, ochránce života a pořádku, vůdce Múz a boha slunečního jasu. Svůj název dostaly od starého jména Delf, odvozeného od draka Pythona, jehož zabil bůh Apollón. Byla to pomsta za to, že Python pronásledoval jeho matku Létó a bránil jí, aby ho porodila. Pýthické hry založil následně prý sám Apollón na památku svého činu a proto podle této legendy jde o hry starší než hry olympijské. V Delfách se kromě pýthických her konala také osmého dne měsíce zvaného Gamélión (leden-únor) oběť Apollónovi Apotropaiovi (Apolón, který odvrací zlo) a čtvrtého dne měsíce Thargélión (květen) oběť Apollónovi Pýthiovi.
Původně se hry konaly každých osm let a jejich náplní byly jen hudební soutěže. V roce 582 př. n. l. byly hry reorganizovány sikyónským vládcem Kleisthenem a od té doby se konaly každé čtyři roky a zahrnovaly hudební i atletické soutěže. Spolu s olympijskými, isthmickými a nemejskými hrami byly součástí tzv. Panhelénských her a uspořádávaly se tak, aby se časově nepřekrývaly. Na čtyřletý cyklus (periodos) tak připadly v Řecku na každý rok alespoň jedny hry. Datum pýthických her se určilo na konec léta každé třetí olympiády.

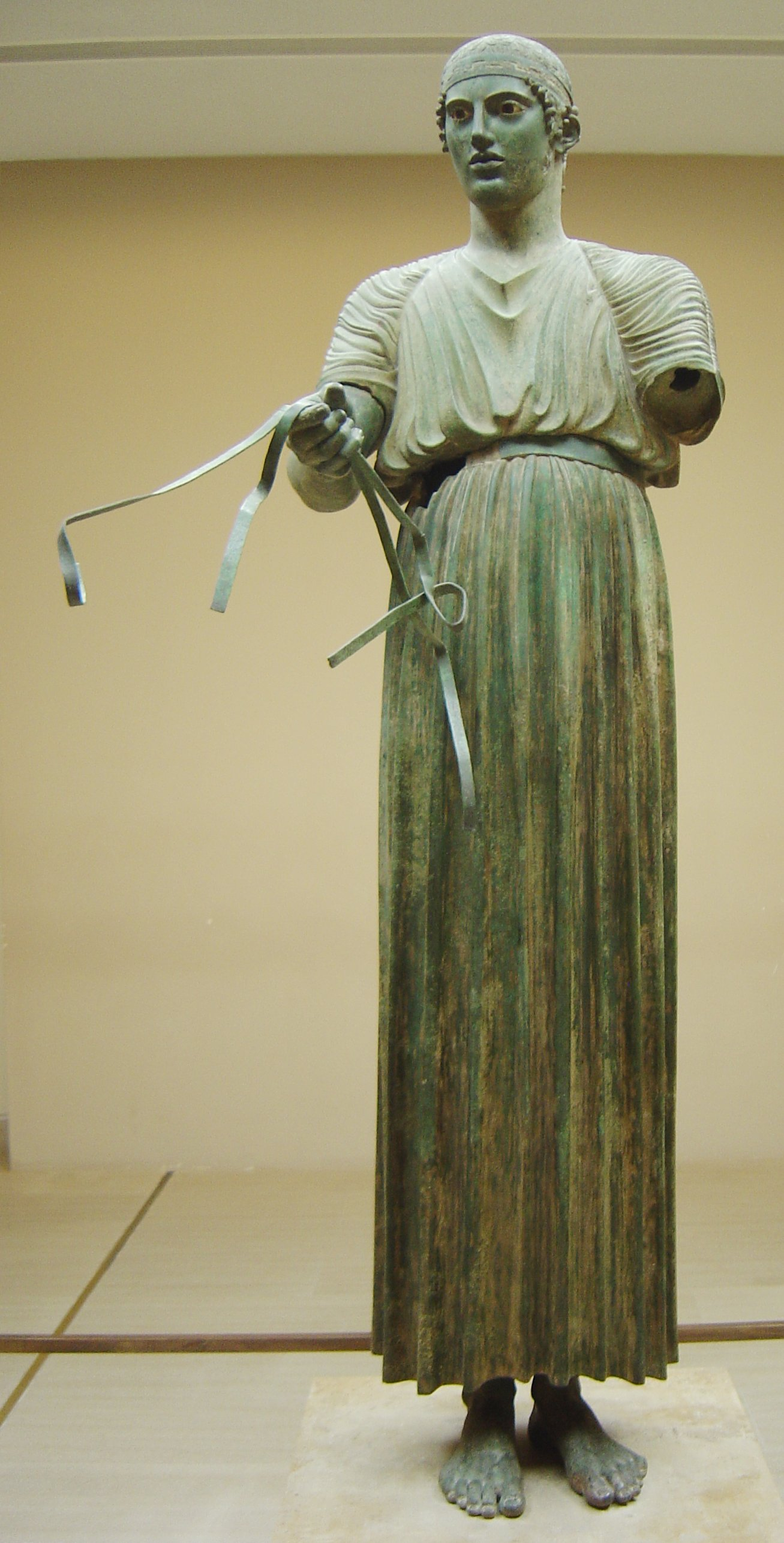
Vozataj delfský, vozataj závodil pro Polyzala, tyrana sicilské Gely, cca 480–470 př. n. l.

Vzorem pýthických atletických závodů se staly ty olympijské, ale navíc se zavedl i dvojitý a dlouhý běh dorostenců. V umělecké soutěži se pořádaly soutěže ve zpěvu s doprovodem píšťaly, sborovém zpěvu, hry na píšťalu a lyru, dále v přednesu básní a dramatických představení. Odměnou pýthického vítěze byl palmový list a vavřínový věnec z posvátného Apolónova stromu. Pro umělce byl tento věnec nejvyšší poctou, jakou mohl na kolbišti Panhelénských her dosáhnout.
Krásu Delf, místa konání pýthických her, popisuje výstižně francouzský archeolog Théophile Homolle slovy: „Po athénské Akropoli jsou to Delfy, které působí nejmohutnějším dojmem: vynikají jednou z nejkrásnějších scenérií v Řecku, uchvacují velkolepostí, obklopuje je jejich tajuplnost, člověk v nich cítí bázeň boží…“
Dějištěm her byla skalnatá roklina ve výši téměř šesti set metrů mezi holými lesklými stěnami Parnasu. Starověcí Řekové považovali toto místo za střed světa. Pýthické hry v Delfách měly tři jeviště. Hudební soutěže se konaly v divadle, které stálo severozápadně od Apollónova chrámu, postaveného ve čtvrtém století př. n. l. a vešlo se do něj až pět tisíc diváků. Na atletické závody sloužil stadion, vybudovaný na umělé terase v úbočí skalní stěny vysoko nad svatyní, ale atleti museli trénovat ve vzdáleném gymnáziu na mramorové terase. Stadion v Delfách je nejlépe zachovalý ze všech antických stadionů. Sedadla ve dvanácti řadách pojala až sedm tisíc diváků, jsou z bílého parnaského mramoru a i dnes jsou zcela bezchybná. Závodní trať byla načervenalá (jako tenisový kurt), široká 25 až 28 metrů a od startu po cíl měřila 177,6 metrů. Před postavením tohoto stadionu se atletické závody konaly na přímořské pláni při Krise, kde byl i hippodrom.
Delfy byly kdysi pravděpodobně větší a cennější galerií soch (bohů i lidí) pod širým nebem než Olympie. O jejich kráse si lze udělat jakousi představu z toho, že do dnešní doby zachovaného slavného sochařského díla Vozataj delfský, které se dnes hodnotí jako veledílo, si Pausanias, který ve druhém století popsal krásu Delf, ani nevšiml.
Roli olympijských hellanodiků zastávali na pýthických hrách delfští kněží, tzv. Hieromnémoni (vykonavatelé posvátných úkonů) a hlavní dozor nad nimi měla delfská amfiktyónie, tj. konfederace států na ochranu delfské Apolónovy svatyně. Amfiktyónie se zrodila právě v Delfách a podle legendy ji založil už mytický Amfiktyón, syn zakladatelů lidského rodu Dekalióna a Pyrrhy. Postupně se rozšiřovala a po spojení s pylskou zahrnula téměř všechny řecké státy. Panhelénskou organizací se stala v roce 343 př. n. l., když přijala i Makedonce.